# Republika Albanii (1925–1928)
Republika Albanii (alb. Republika Shqiptare) − nazwa państwa albańskiego oraz okres w historii tego kraju, obejmujący lata 1925–1928.
Po obaleniu rządu Fana Noliego, Ahmed Zogu zwołał ponownie parlament, by rozstrzygnąć przyszłość Księstwa Albanii. Parlament rozpoczął obrady 19 stycznia 1925. Dwa dni później, w piątą rocznicę otwarcia Kongresu w Lushnji proklamowano Albanię republiką parlamentarną.
Parlament przyjął także nową konstytucję. Przyznano także Zogu szerokie uprawnienia i kompetencje do sprawowania władzy, obejmujące powoływanie i dymisjonowanie ministrów oraz prawo weta. Konstytucja wprowadziła republikę parlamentarną z silną władzą prezydencką i prezydentem na czele rządu oraz państwa. Zogu został wybrany 31 stycznia 1925 na 7-letnią kadencję prezydencką przez Zgromadzenie Narodowe i sprawował ten urząd przez trzy lata, do czasu ogłoszenia się królem Albanii. Nowy prezydent nawiązał dobre relacje z rządem włoskim Benito Mussoliniego i wspierał politykę rządu włoskiego oraz powiązał swój kraj sojuszem z większym partnerem. W kraju zaprzestały działania partie opozycyjne oraz inicjatywy społeczne, nastąpiły prześladowania opozycjonistów i morderstwa polityczne oraz powszechna cenzura.
Państwo przestało istnieć 1 września 1928 roku, kiedy to prezydent Zogu został ogłoszony królem. 